# Jens Reddig
Jens Reddig (* 20. Februar 1975 in Hannover) ist ein deutscher Jurist und Richter am Bundesfinanzhof.

## Leben und Wirken
Reddig absolvierte nach seinem Abitur zunächst eine Ausbildung zum Diplomfinanzwirt in der Finanzverwaltung des Landes Niedersachsen. Anschließend studierte er Rechtswissenschaften mit steuerrechtlichem Schwerpunkt an der Universität Osnabrück. Nach dem Ersten Juristischen Staatsexamen und dem Abschluss anschließenden Referendariats mit dem Zweiten Staatsexamen 2005 absolvierte er an der Universität Osnabrück noch ein Masterstudium. Dieses schloss er 2006 mit dem Master of Taxation Law (LL.M. Taxation) ab. Im selben Jahr wurde er von der Universität Osnabrück mit der ertragssteuerrechtlichen Schrift Die Bedeutung der Ertragsprognose für Tatbestand und Rechtsfolge privater Versorgungsleistungen zum Dr. iur. promoviert. In der Folge war er als Rechtsanwalt in einer Kölner Steuerkanzlei tätig. 2007 trat er als Finanzrichter in den Justizdienst des Landes Niedersachsen ein und wurde am Finanzgericht Münster eingesetzt. Ab 2011 war er dort auch als Präsidialrichter tätig.
Im März 2017 wurde Reddig zum Richter am Bundesfinanzhof gewählt. Er trat seine Stellung zum 1. Juni 2018 an und wurde dem vor allem für die Besteuerung von Einzelgewerbetreibenden sowie für Streitfälle in den Bereichen der Sonderausgaben und der Alterseinkünfte zuständigen X. Senat zugewiesen.